# Heckenmühle (Diebach)
Heckenmühle ist ein Wohnplatz der Gemeinde Diebach im Landkreis Ansbach (Mittelfranken, Bayern). Heckenmühle liegt in der Gemarkung Diebach.

## Geografie
Die Einöde Heckenmühle bildet mit Diebach im Norden eine geschlossene Siedlung. Sie liegt an der Tauber und am Insinger Graben, der unmittelbar nördlich des Anwesens als linker Zufluss in die Tauber mündet. Ein Anliegerweg führt 300 Meter weiter nördlich zur Staatsstraße 2247 (= Insinger Straße).

## Geschichte
Mit dem Gemeindeedikt (frühes 19. Jahrhundert) wurde Heckenmühle dem Steuerdistrikt und der Ruralgemeinde Diebach zugewiesen. Bis 1964 wurde der Ort als Gemeindeteil erwähnt, wenngleich er nach 1888 bei den statistischen Angaben stets dem Gemeindeteil Diebach zugerechnet wurde.

## Einwohnerentwicklung
| Jahr      | 001818 | 001840 | 001861 | 001871 | 001885 | 001900 | 001925 | 001950 | 001961 |
| Einwohner | 7      | 10     | *      | 10     | 12     | *      | *      | *      | *      |
| Häuser    | 1      | 2      |        |        | 2      | *      | *      | *      | *      |
| Quelle    | [ 4 ]  | [ 5 ]  | [ 6 ]  | [ 7 ]  | [ 8 ]  | [ 9 ]  | [ 10 ] | [ 11 ] | [ 12 ] |

## Religion
Der Ort ist seit der Reformation evangelisch-lutherisch geprägt und bis heute nach St. Bartholomäus (Diebach) gepfarrt. Die Einwohner römisch-katholischer Konfession sind nach St. Laurentius (Bellershausen) gepfarrt.